# معمر بن راشد
شَيْخُ الْإِسْلَامِ أَبُو عُرْوَةَ مَعْمَرُ بْنُ أَبِي عَمْرٍو رَاشِدٍ الْأَزْدِيُّ الْبَصْرِيُّ ويُعرف اختصارًا بـ معمر بن راشد (95 – 153هـ / 713 – 770م) أحد العلماء ومن رواة الحديث عند أهل السنة والجماعة. من أهل البصرة، ولد فيها ثم رحل إلى اليمن فسكن صنعاء وتزوج من أهلها وتوفي بها.
لازم الزهري وسمع منه كثيرا وتصدر للتدريس والفتيا في اليمن، واتفقت المصادر التي ترجمت له على وثاقة حاله.
شهد جنازة الحسن البصري وابتدأ في طلب العلم سنتها وكان عمره أربع عشرة سنة، روى عبد الرزاق الصنعاني عن معمر قال: «خرجت مع الصبيان إلى جنازة الحسن وطلبت العلم سنة مات الحسن.»، قال أحمد بن حنبل: «خرج من البصرة وهو ابن ثلاثين سنة»، ولما دخل معمر صنعاء كرهوا ان يخرج من عندهم، فزوجوه. وكان أول من صنف باليمن
وكان من الزهّاد، فعن حليمة امرأة معمر قالت: «بعث إليه معن بن زائدة (وكان أخو زوجة معمر) خمسمائة دينار يسترفق بها، فردها، وقال: «نحن عنها في غنى.»» وعن عبد الرزاق قال: «ما نعلم أحدا أعف عن هذا المال إلا الثوري ومعمر بن راشد»، وقال يحيى بن معين: «كان زوج أخت معمر: معن بن زائدة، فأرسلت أخت امرأته إلى امرأة معمر خوخا، فأكل به معمر ولم يشعر، فلما علم قام إليه فتقيأه.»
سكن اليمن أكثر من عشرين سنة، ومات وعمره 58 سنة، وقيل أنه مات في رمضان سنة 152 هـ أو 153 هـ، وقال الواقدي وخليفة وأبو عبيد وغيرهم: مات سنة 153 هـ، وقال علي بن المديني، وأحمد بن حنبل، ويحيى بن معين، وأبو نعيم: مات سنة 154هـ.

## أقوال العلماء فيه
- قال ابن حبان: «كان فقيها متقنا حافظا ورعا.» [10]
- وقال العجلي: «ثقة رجل صالح، وكان من عقلاء الرجال.» [1]
- وقال أحمد بن حنبل:« لا تضم أحدا إلى معمر إلا وجدته يتقدمه في الطلب، كان من أطلب أهل زمانه للعلم.»[4]
- وقال عباس الدوري: «عن يحيى بن معين قال: «أثبت الناس في الزهري مالك بن أنس، ومعمر، ويونس، وعقيل، وشعيب بن أبي حمزة، وابن عيينة.»»[4]
- وقال أبو بكر بن أبي خيثمة: «عن يحيى بن معين قال:« معمر ويونس عالمان بالزهري، ومعمر أثبت في الزهري من ابن عيينة.»»[4]
- وقال الذهبي: «الإمام الحجة.»[6] وقال: «الإمام،الحافظ، شيخ الإسلام.»[9]، وقال: «أحد الاعلام الثقات، له أوهام معروفة احتملت له في سعة ما أتقن.»[11]
- وقال ابن جريج: «عليكم بمعمر فإنه لم يبقَ في زمانه أعلم منه.»[6]
- وقال أبو حاتم الرازي: «انتهى الإسناد إلى ستة نفر أدركهم معمر وكتب عنهم، لا أعلم اجتمع لأحد غير معمر، من الحجاز: الزهري وعمرو بن دينار، ومن الكوفة: أبو إسحاق والأعمش، ومن البصرة، قتادة، ومن اليمامة: يحيى بن أبي كثير.»[12] وقال: «صالح الحديث، وما حدث به بالبصرة ففيه أغاليط.»[11]
- وقال الفلاس: «معمر من أصدق الناس.»[13]
- وقال النسائي: «معمر الثقة المأمون.»[13]
- وقال معاوية بن صالح: «قال يحيى بن معين: «ثقة.»»[14]
- وقال السمعاني: «كان من ثقات العلماء.»[12]
- وقال الزركلي: «فقيه، حافظ للحديث، متقن، ثقة.»[15]

## شيوخه وتلاميذه
- شيوخه ومن روى عنهم:

روى عن ثابت البناني وقتادة والزهري وعاصم الأحول وأيوب والجعد أبي عثمان وزيد بن أسلم وصالح بن كيسان وعبد الله بن طاوس وجعفر بن برقان والحكم بن إبان وأشعث بن عبد الله الحداني وإسماعيل بن أمية وثمامة بن عبد الله بن أنس وبهز بن حكيم وسماك بن الفضل وعبد الله بن عثمان بن خثيم وعبد الله بن عمر العمري ويحيى بن أبي كثير وهمام بن منبه وهشام بن عروة ومحمد بن المنكدر وعمرو بن دينار وعطاء الخراساني وعبد الكريم الجزري وآخرون.
- تلاميذه ومن روى عنه:

وعنه شيخه يحيى بن أبي كثير وأبو إسحاق السبيعي وأيوب وعمرو بن دينار هم من شيوخه وسعيد بن أبي عروبة وإبان العطار وابن جريج وعمران القطان وهشام الدستوائي وسلام بن أبي مطيع وشعبة والثوري وهم من أقرانه وابن عيينة وابن المبارك وعبد الأعلى بن عبد الأعلى وعيسى بن يونس ومعتمر بن سليمان ويزيد بن زريع وعبد المجيد بن أبي رواد وعبد الواحد بن زياد وابن علية وأبو سفيان المعمري ومحمد بن جعفر غندر وعبد الرزاق وهشام بن يوسف ومحمد بن ثور وعبد الله بن معاذ ومحمد بن كثير الصنعانيون وآخرون.

## مؤلفاته
ذكر ابن النديم أن له كتاباً في المغازي. وأشار فؤاد سزكين إلى أن أحد الباحثين قد قام بنشر هذا الكتاب في الولايات المتحدة الأمريكية وقام بوصف أسلوب الكتاب ومنهجه، إذ قال: «لم يرتب معمر بن راشد مادته ترتيبا زمنيا كما فعل معاصروه ... بل رتبها ترتيبا موضوعيا على غرار عمل المحدثين.»  كما ذكر الكتاني أنه له كتاب جامع للسنن.